# مارك العويران
مارك العويران، كابتن منتخب السعودية، لاعب عربي عبقري، هادئ، محنك، ذكي جدًا، كما أنه خلوق جدًا. ذو إرادة صلبة للغاية، بالإضافة إلى سرعته الكبيرة.
يعتبر لدى مارك العويران العديد من المهارات الفنية العالية، ففي بداية المباراة ضد المنتخب العربي (الياباني)، استطاع مارك العويران، بما لديه من قدرات، أخذ الكرة من ماجد وياسين ومحاورة حيان وغريب وعمار ومازن بسهولة، حتى إنه يستهزأ بغريب لدرجة. بالإضافة إلى أنه يحرز هدفا لا يرد في مرمى وليد.
يصعب وصف مثل هذا اللاعب، إنه خبير في أساليب الدفاع، وجعل من فريقه المنتخب رقم 1 بالدفاع. يعد مارك العويران، أول لاعب يستطيع إبطال وإيقاف هجمة الثنائي الذهبي وتحويلها إلى هجمة مرتدة.
إنه سليل عائلة عويران المالكة. ومنذ أن كان طفلا، كان محاطا بالخدم والحشم. لكنه صار يسأل نفسه عن معنى هذا النوع من الحياة. وذات يوم، استغل الفرصة، وهرب راكبا على جمل. وبعد سفر طويل، استقر في قرية، واكتشف كرة القدم لأول مرة في حياته. رأى الصغير والكبير، العرب والأجانب، رآهم جميعهم يلعبون ويمرحون بكرة القدم من دون تمييز، ثم شاركهم اللعب لأول مرة. في هذه القرية، عقد مارك صداقة حميمة مع بونز Bonze، الذي علمه أن كرة القدم لعبة يتساوى فيها البشر، بالإضافة إلى كونها لعبة تشاركية.
يتواجه مارك العويران بعد مباراته مع المنتخب العربي بمنتخب كوريا الجنوبية، ولولا أن الحظ حالف كوريا لكان الفوز من نصيب منتخب السعودية.

## مرجع
1. ↑  Mark Owairan - Captain Tsubasa Wiki - Wikia نسخة محفوظة 17 أبريل 2016 على موقع واي باك مشين.